# Dietrich O. A. Klose
Dietrich Otto Albert Klose (* 16. April 1955 in Berlin) ist ein deutscher Numismatiker.

## Leben
Dietrich Klose studierte von 1975 bis 1983 Alte Geschichte, Klassische Archäologie und Latein in Saarbrücken und München, 1987 wurde er  bei Peter Robert Franke in Saarbrücken über die Münzprägung von Smyrna promoviert. Für 1984/85 erhielt er das Reisestipendium des Deutschen Archäologischen Instituts. Seit 1984 war er wissenschaftlicher Mitarbeiter an der Staatlichen Münzsammlung München, 1987 wurde er dort zum Konservator ernannt, von 2007 bis zu seinem Ruhestand Ende Januar 2021 war er Direktor der Münzsammlung. Auf Klose wurde von der Medailleurin Marianne Dietz (* 23. September 1957 in Weiden, Oberpfalz) 2021 eine Bronzegussmedaille, 90 mm, herausgegeben.
Klose ist Mitglied in den Vorständen der Bayerischen Numismatischen Gesellschaft und der Deutschen Gesellschaft für Medaillenkunst sowie in der Redaktion des Jahrbuchs für Numismatik und Geldgeschichte.

## Auszeichnungen
- 2010 Ehrenpreis der Gesellschaft für Internationale Geldgeschichte

## Schriften (Auswahl)
- Die Münzprägung von Smyrna in der Römischen Kaiserzeit (= Antike Münzen und geschnittene Steine, Bd. 10). de Gruyter, Berlin 1987, ISBN 3-11-010620-5 (Dissertation).
- mit Wilhelm Müseler: Statthalter – Rebellen – Könige. Die Münzen von Persepolis von Alexander dem Großen zu den Sassaniden. Staatliche Münzsammlung, München 2008